# Иль Меркато (Шарм-эш-Шейх)
Иль Меркато (итал. Il Mercato) — район в городе Шарм-эш-Шейх, расположенный в Хадабе.
Состоит из торгового центра и пятизвездночной гостиницы «Иль Меркато 5*», вдоль которых проходит променад.
Расположен между основными улицами района, City Hall street (скоростное городское шоссе) и El Fanar street (гостиницы восточного побережья Хадабы).
Вытянувшиеся в одну линию офисы, рестораны, кафе, магазины, парковки, салоны сотовой связи, аптека, амфитеатр,а также курсирующий по улице оригинальный «мини-поезд» с туристическим «вагончиками» делают район по сути маленькой альтернативой Нааме Бей.
Иль Меркато — место для шопинга в Шарм-эль-Шейхе. Это версия дубайского II Mercato под открытым небом, спроектированная тем же архитектором. Помимо множества ресторанов и кальянных, это место, подходящее для детей, с открытыми парками и игровыми комнатами. Магазины наполненны местными и международными брендами и, конечно же, множеством сувениров.
Среди его достопримечательностей также стоит выделить ночной клуб Taj Mahal и дельфинарий. Район имеет современный облик и развитую инфраструктуру, что делает его привлекательным для туристов. 
Расстояние до моря — около 1 км.